# Paulus van Caerden

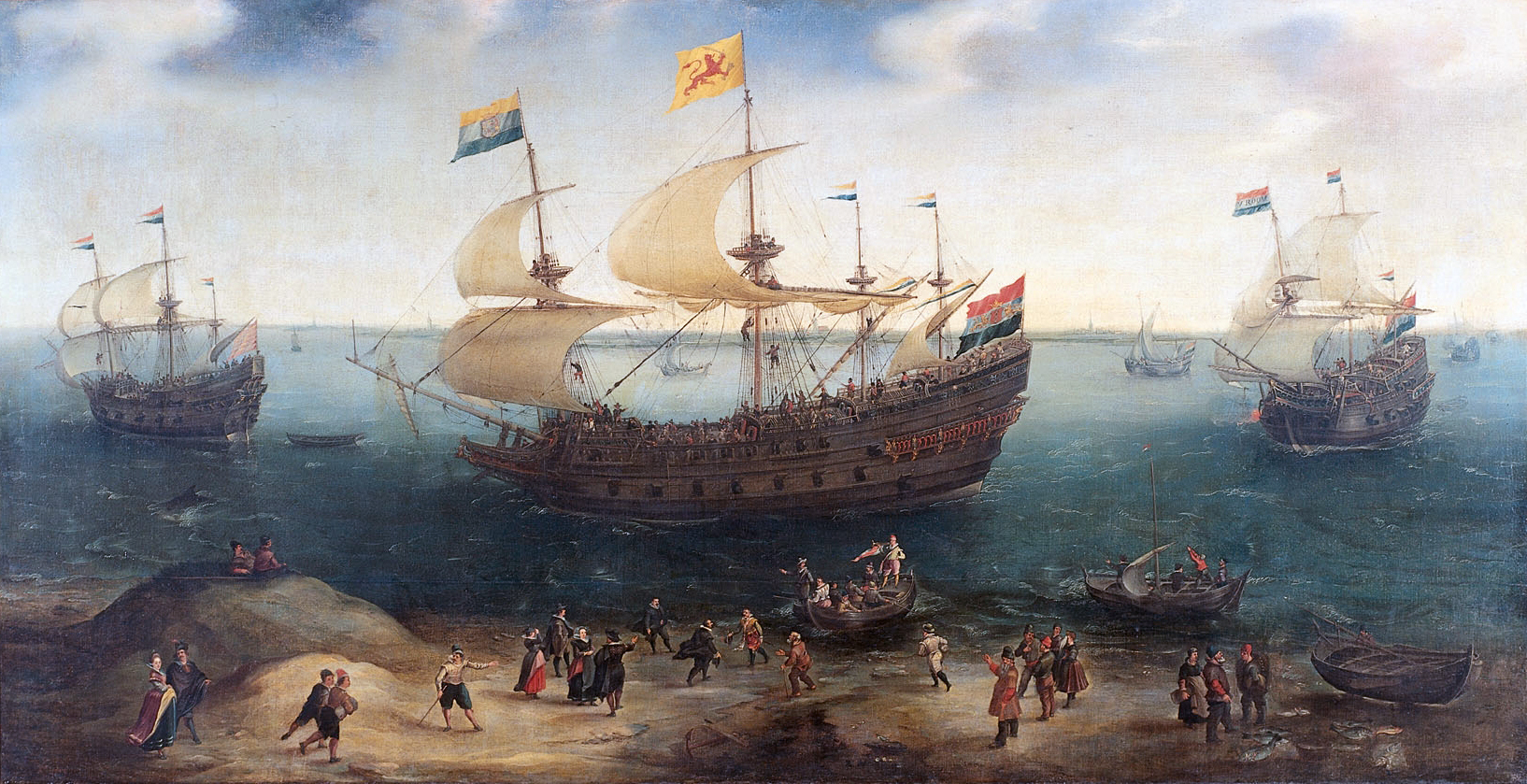
In 1605 keren de Amsterdamse viermaster 'De Hollandse Tuyn' en andere schepen onder bevel van Paulus van Caerden terug uit Brazilië, door Hendrick Cornelisz. Vroom

Paulus van Caerden (ca. 1569 - Manilla, oktober 1615 of 1616) was een Nederlandse admiraal in dienst van de Vereenigde Oostindische Compagnie. In 1595-1597 nam Van Caerden als adelborst deel aan de Eerste Schipvaart, de eerste Nederlandse zeereis naar Oost-Indië. Hij was een maand lang gouverneur van de Molukken (juni 1610). Uiteindelijk werd hij door de Spanjaarden gevangengenomen en afgevoerd als dwangarbeider naar de Filipijnen. 

## Biografie
Paulus Willemsz. van Caerden was een zoon van Willem Meeusz., die woonde in de Vergulden Harington, een complex woonhuizen met een haringpakkerij in de buurt van de Haarlemmerpoort. Zijn moeder was Machtelt Pietersdochter, die na de dood van haar man hertrouwde met Hans Simonsz. de Jonge, een koopman en reder op Guinee, die daarna ook in de Vergulden Harington ging wonen. De jonge Paulus Willemsz. nam de achternaam Van Caerden aan vanwege de overgrootvader naar wie hij genoemd was: Pouwels van Caerden, die halverwege de 17e eeuw stroommeester van Amsterdam was. Paulus van Caerden had in zijn familie enkele welvarende en bekende mensen, zoals Jan Poppe, koopman en later bewindhebber van de VOC. Het waren waarschijnlijk deze connecties die hem een aanstelling als adelborst opleverden toen hij meeging met de Eerste Schipvaart, aan boord van de Hollandia. Hij speelde daarbij met twee andere adelborsten, Emanuel Rodenburch en Aernout Lintgensz., een rol bij het aanknopen van betrekkingen met de vorst van Bali in januari 1597. Van Caerden was de tweede die daar aan land werd gezonden: 'Wy sonden Paulus van Caerden naer lant, om des Conincx gonst te verwerven, die ons van noode was, met seker geschencken aenden selfden Coninck'.
Na terugkomst van de Eerste Schipvaart in augustus 1597 voer Van Caerden als viceadmiraal onder Pieter Both op 21 december 1599 uit in opdracht van de Brabantsche Compagnie, opgericht door Isaac le Maire. De vloot bestond uit het Hof van Holland, de Verenigde Landen, de Nederland en de Nassau. Na meer dan een half jaar varen kwamen de vier schepen in Bantam aan. Hier ontmoetten ze Steven van der Haghen van de Derde Schipvaart en Jacob Wilkens van de Vierde Schipvaart, beide uitgerust door de Oude Compagnie. Both sloot met hen een verbond om gezamenlijk peper in te kopen om de prijs te drukken. De Nederland en de Nassau werden geladen, en Both keerde met deze schepen in februari 1601 terug naar Nederland, samen met Van der Hagen en zijn drie schepen en Wilkens met twee van zijn schepen.
Van Caerden was bij gebrek aan voldoende peper in Bantam met de andere twee schepen naar Sumatra gegaan, waar hij in november tevergeefs probeerde handelsbetrekkingen aan te knopen met Atjeh en de daar in gijzeling gehouden Frederik de Houtman los te krijgen. Na in eerste instantie vriendelijk ontvangen te zijn ontspoorden daarna de onderhandelingen toen er ondanks een aanbetaling geen peper werd geleverd. De Houtman, die het gelukt was te ontsnappen naar de schepen ging om de goede verstandhouding te bewaren als gijzelaar opnieuw aan land. Uiteindelijk keerde Van Caerden onverrichter zake terug naar Bantam. Daar laadde hij in maart 1601 alsnog zijn schepen met 1600 zakken peper. De Verenigde Landen en Hof van Holland  begonnen aan hun terugreis. Op 8 juli 1601 landde hij bij de Mosselbaai in Zuid-Afrika. De mosselen waren een welkome aanvulling op het dieet. In november van dat jaar was hij terug in Holland.
Daar werd hij in 1601 benoemd tot generaal van een oorlogsvloot van zes schepen die vanaf december 1603 voor de kust van Brazilië buit moest veroveren op de Portugezen en op een geschikte plek een fort moest bouwen, waarvoor hij de materialen mee kreeg. Viceadmiraal was Jochem Swartenhondt. Er is weinig tot niets bekend over de resultaten van deze tocht. Wel dat er muiterij dreigde uit te breken toen de rantsoenen begonnen op te raken. De Brede Raad van de vloot besloot toen terug te keren. Het fort is niet gebouwd, en hoewel hij met drieduizend kisten suiker en wat goud en zilver terugkeerde dekten deze opbrengsten de kosten van de expeditie niet. In mei 1605 was Van Caerden weer in Holland. Niet lang daarna werd hij aangesteld als bevelhebber van de derde reis van de inmiddels opgerichte VOC naar Oost-Indië, na die van Steven van der Hagen en Cornelis Matelieff.

### Aanval op de Portugezen (1606-1607)

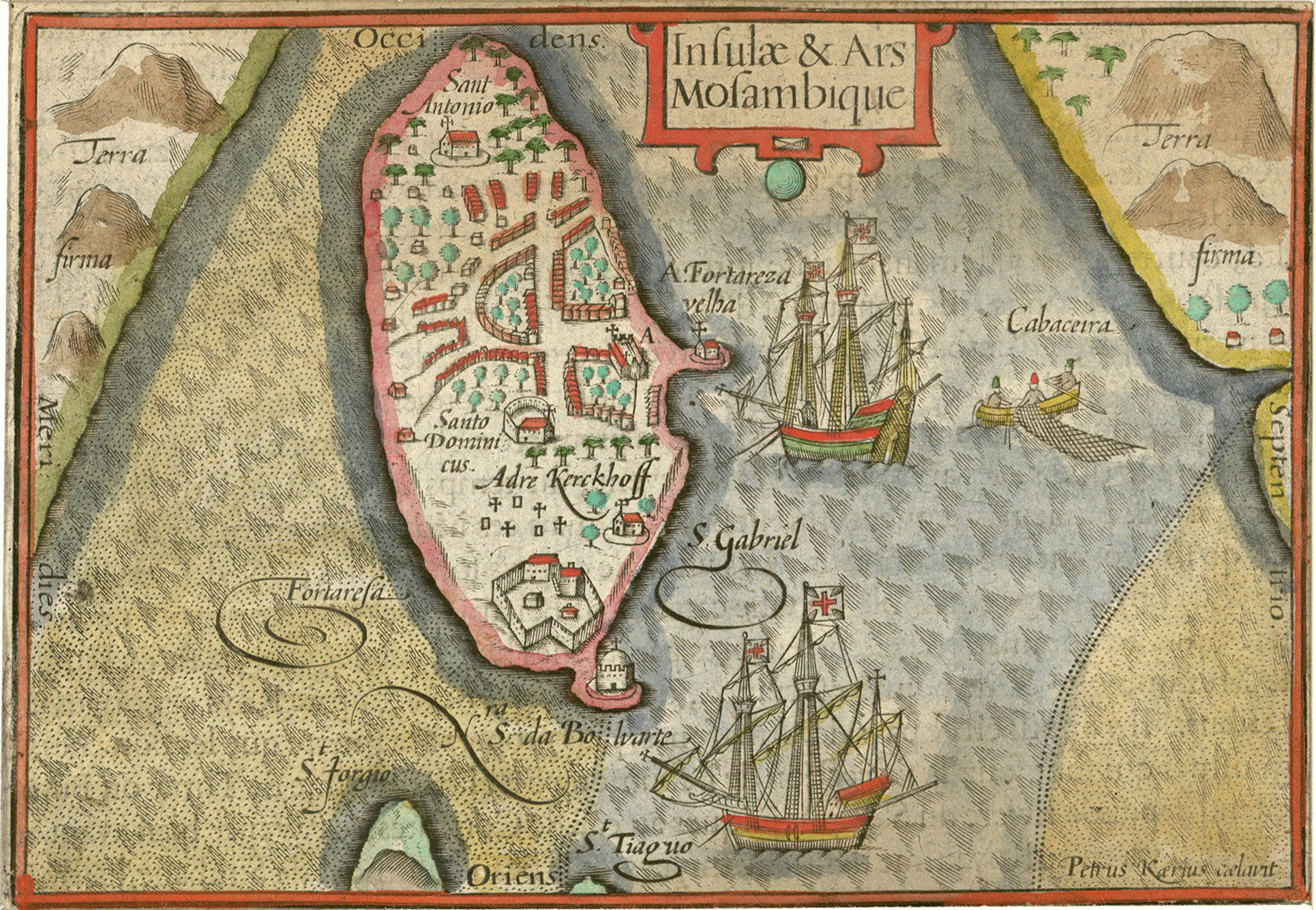
Het eiland Mozambique met het fort door Pieter van der Keere (1598)

Op 20 april 1606 vertrok Van Caerden als admiraal van een vloot van acht schepen uit Texel. Het vlaggenschip was de Banda, met Van Caerden en schipper Jan Bruyn. Deze was schipper van de Gelderland geweest op de Tweede Schipvaart onder leiding van Jacob van Neck in 1598, en op datzelfde schip in de Molukse vloot van Wolfert Harmensz in 1601-1603. Op de Banda voer ook Hendrik Brouwer, de toekomstige gouverneur-generaal. Hij was secretaris van de Brede Raad en schreef onder andere de rapporten van Van Caerden aan de bewindhebbers van de VOC. De andere schepen waren de Ter Veer, met de viceadmiraal Adriaen Maertsz, en de Ceylon, de Bantam, de Walcheren, de Zierikzee, de China en de Patani. Later werden nog de Gouda en de Gelderland nagestuurd. Op de Patani voer onder meer Dirck Gerritsz. Pomp, ook wel Dirck China genoemd, aangezien hij de eerste Nederlander was die China en Japan had bezocht. Hij was op dat moment al 61, en vroeg in Bantam of hij mocht repatrieëren, waarschijnlijk omdat zijn ogen te slecht waren geworden. Hij voer terug op Matelieffs schip de Oranje. Ook aanwezig op de vloot was de 39-jarige oudere broer van Van Caerden, Pieter Willemsz. Hij voer mee met de gage van bootsman, werd in Ambon als onderkoopman benoemd, en is vermoedelijk daar overleden. 

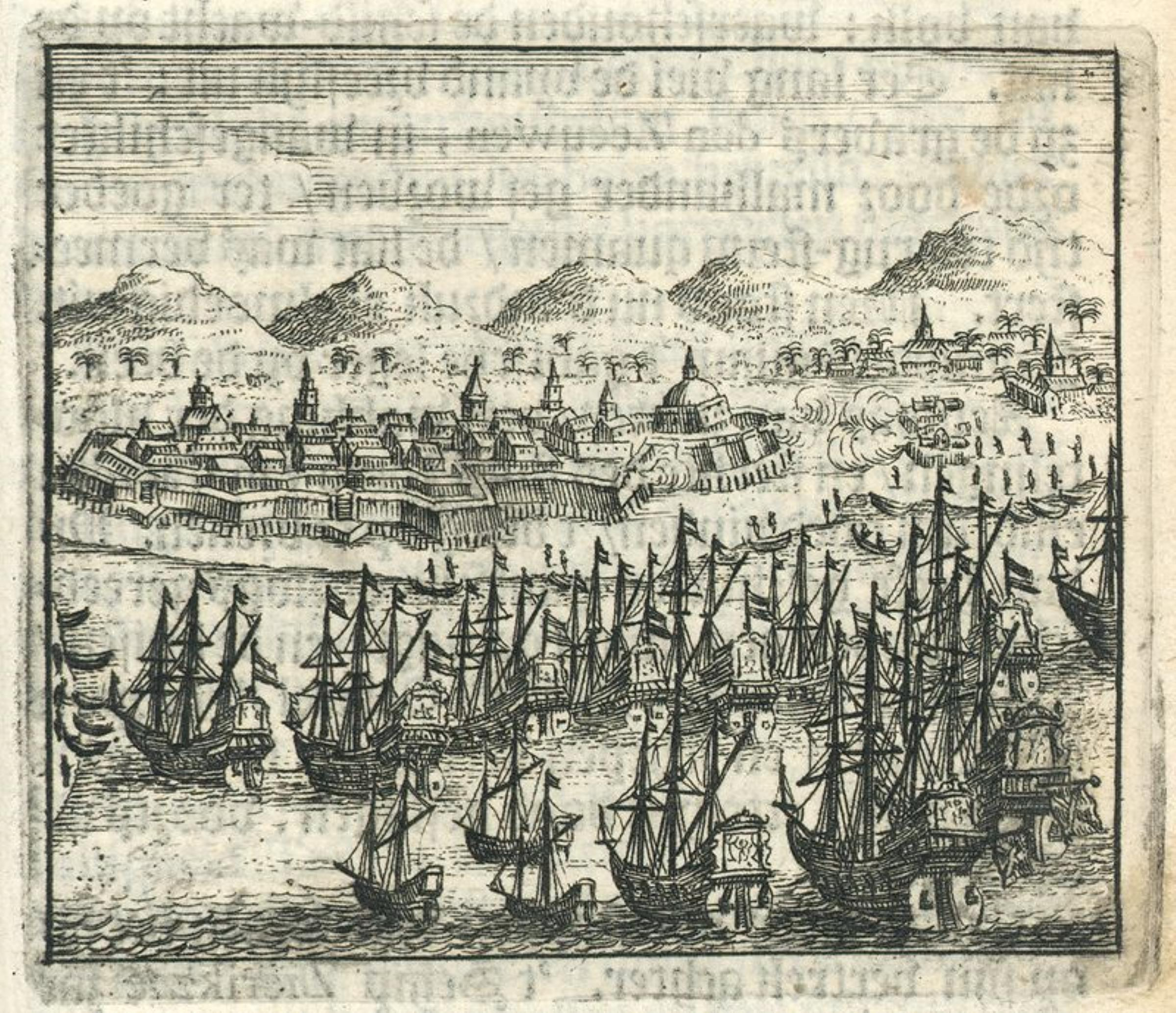
Aanval van de vloot van Paulus van Caerden op het fort San Sebastian in Mozambique in 1607.

Van Caerden kreeg naast de handelsinstructies van de Heren XVII ook een commissie (opdracht) van de Staten-Generaal mee, ‘Gevende hem daerneffens volcommen macht, authoriteyt ende sonderling bevel, voorsz. Schepen te gebruycken tegens de Spaignaerden, Portugesen ende alle andere vianden deser landen, ende deselve te water ende te lande alle moegelycke affbreuck te doen’. De vloot kreeg hiervoor een garnizoen soldaten mee onder bevel van Apollonius Schotte. Met de later nagezonden Gelderland kwam bovendien nog een geheime instructie van de Heren XVII mee om ‘alle hostiliteyt tot affbreuk van de vijant te gebruycken’. De VOC moest hiermee een bijdrage leveren aan de verzwakking van het Spaans-Portugese rijk, om de Republiek een betere positie te geven in de onderhandelingen over een bestand.

De vloot vertrok met 340.000 realen van achten in meer dan 40 kisten, om specerijen en Chinese producten (met name zijde en porselein) te kopen in Atjeh, Bantam, Ternate, Banda, Patani en in China, waar twee schepen, de Zierikzee en de Ceylon, moesten proberen om buiten de Chinese jonkenhandel om rechtstreeks op dat land handel te drijven, ondanks het isolationistisch beleid van de Ming-heersers.

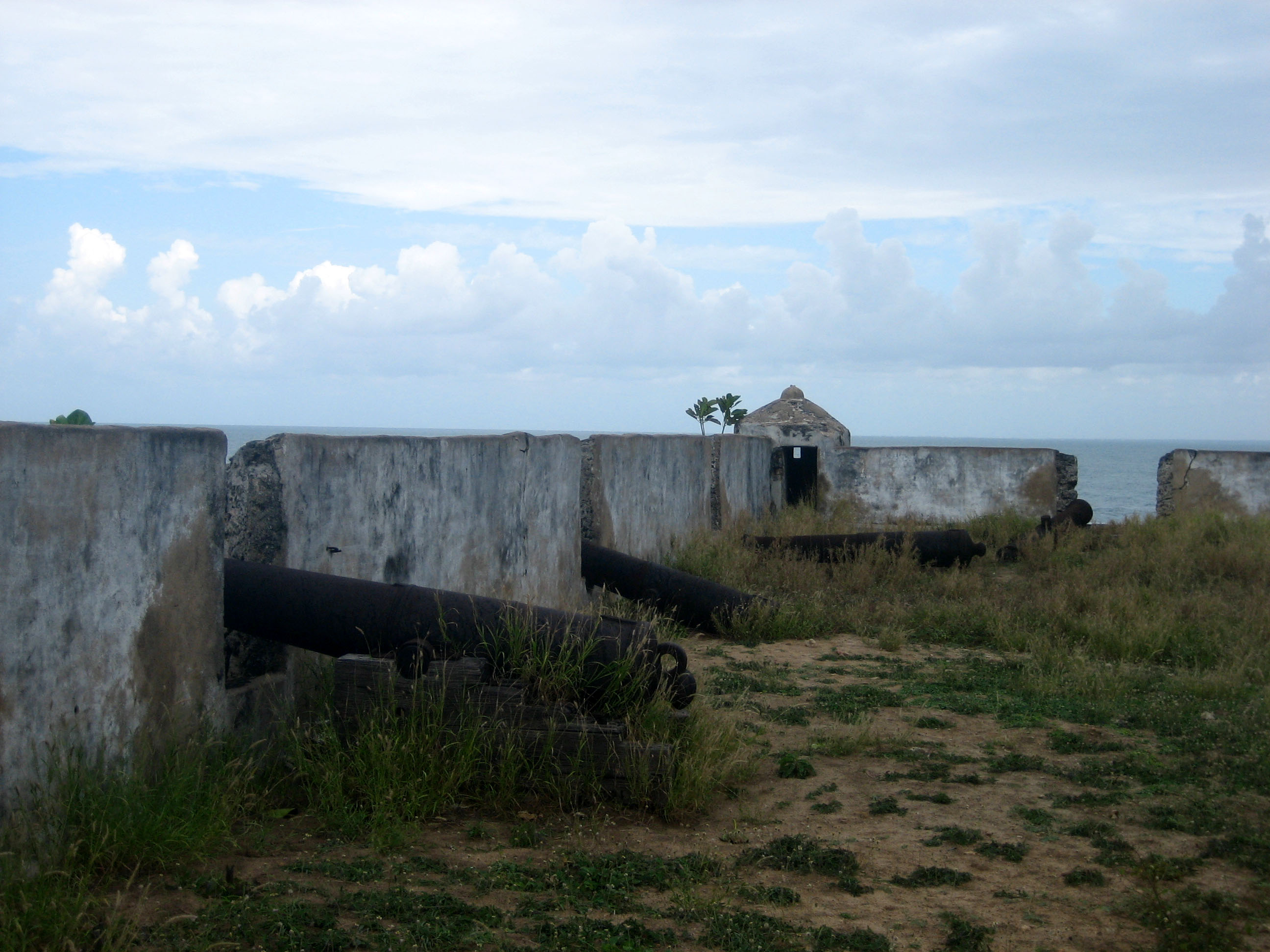
Fortaleza de São Sebastião

Tijdens de uitreis werd veel tijd en mankracht opgeofferd aan oorlogvoering. In de buurt van Lissabon bleef men samen met twee toevallig passerende Rotterdamse oorlogsschepen een poosje voor de kust kruisen in de hoop een zilvervloot te verschalken. Bij Mozambique werd vijf maanden geprobeerd het Portugese fort te veroveren. Op 29 maart 1607 ankerde Van Caerden met zijn schepen en een strijdmacht van 1.060 of 1.500 man in de buurt van het fort San Sebastian op Ilha de Moçambique. Zijn aanval slaagde niet. Nadat Van Caerden 25 doden en 70 à 80 gewonden te betreuren had, en een schip, de Zierikzee, aan de grond was gelopen, stelde hij een wapenstilstand voor.
Op 7 mei 1607 zond Van Caerden een brief naar Dom Estêvão waarin hij dreigde de hele omgeving te verwoesten, tenzij dit werd afgekocht met een som geld. Dom Estêvão verwierp dit voorstel, waarop de Hollanders hun dreigement uitvoerden en de hele stad in brand staken. Nadat zij ook nog alle bomen hadden gekapt hieven zij het beleg op, niet in de laatste plaats door gebrek aan water en de velen zieken. Van Caerden zag op 4 augustus dat er drie Portugese kraken waren gearriveerd, maar ze lagen te dicht onder het bereik van de kanonnen van het fort, zodat hij zich onthield van verdere actie en op 26 augustus vertrok.
Bij Goa werd op 10 oktober 1607 een Portugese kraak veroverd. Deze bleek 20.000 realen van achten aan boord te hebben, maar dat was minder dan gehoopt. De kapitein van het schip werd gevangen genomen. De ongeveer 150 bemanningsleden werden op de kust van India aan land gezet. Vervolgens bezocht de vloot nog Calicut, Ceylon en de Coromandelkust.

(Om het uitlopen van nieuwe schepen te verhinderen, besloot de Staten-Generaal der Nederlanden tot een blokkade van Spaanse havens. In 1607 vernietigde Jacob van Heemskerck de Spaanse vloot voor Gibraltar. Cornelis Matelieff de Jonge en Van Caerden hadden de opdracht vijandelijke schepen aan te vallen en handelsposten te vestigen, zodat de Nederlandse republiek een goede onderhandelingspositie had bij voorbereidingen van het Twaalfjarig bestand. Matelieff zeilde naar Malakka, Van Caerden naar India en Verhoeff kreeg de opdracht naar Ambon te zeilen. In de veronderstelling verkerend dat Mozambique in handen van Paulus van Caerden was gevallen, zeilde Pieter Willemsz. Verhoeff in 1608 onbekommerd de haven binnen totdat de Portugezen hem met een kanonschot uit de droom hielpen.)

### Aanval op de Spanjaarden (1609-1610)

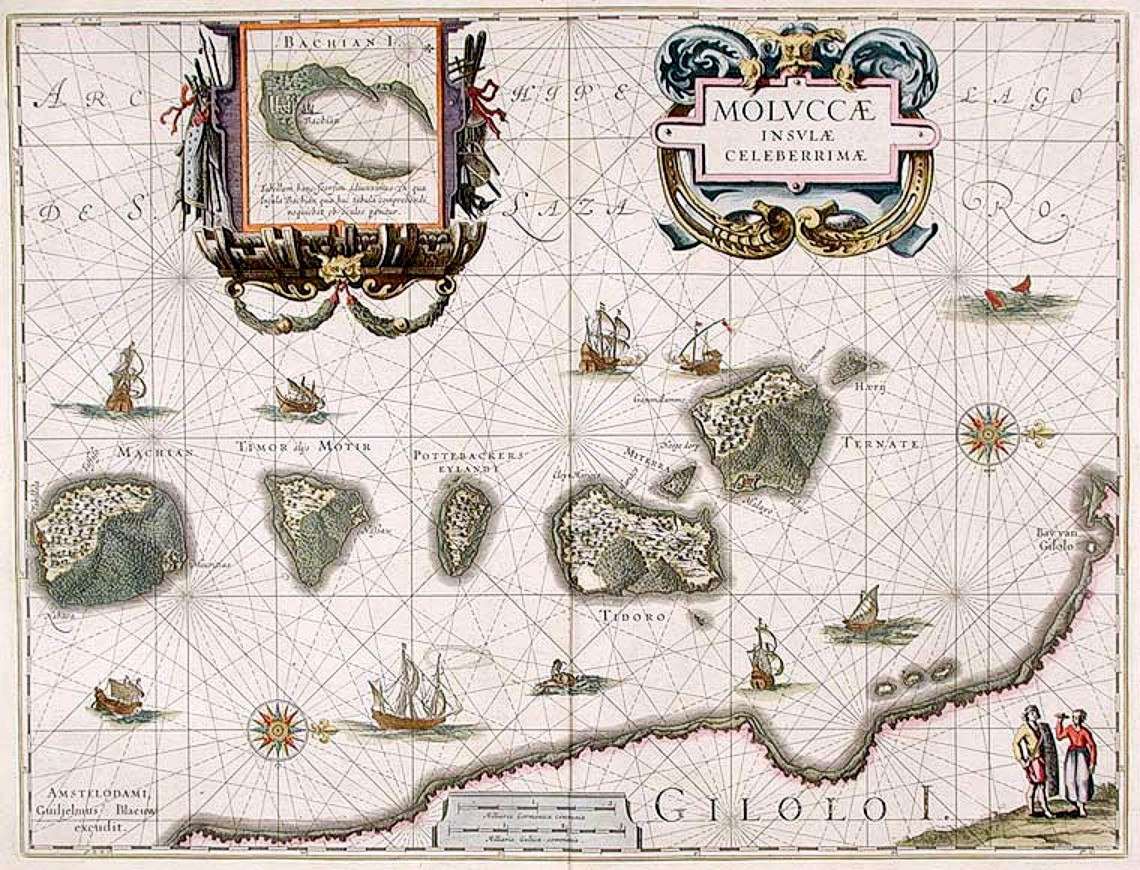
De noordelijke Molukken, waaronder Ternate, Tidore en Makian, door Blaeu.

Vanwege het tijdverlies miste de vloot de gunstige wind om naar Atjeh te zeilen, zodat Van Caerden doorvoer naar Bantam. Op 5 of 8 januari 1608 kwam hij daar aan en ontmoette Jacques l'Hermite en Matelieff, die hem doorstuurden naar Ambon, waar hij in maart aankwam. Hier was Frederik de Houtman gouverneur. Na de belangen van handel en van oorlog te hebben afgewogen besloot Van Caerden in maart 1608 de Ter Veer en de Ceylon met viceadmiraal Adriaen Maertsz. naar Banda te sturen om daar specerijen op te halen en dan via Bantam weer terug naar Nederland te gaan.

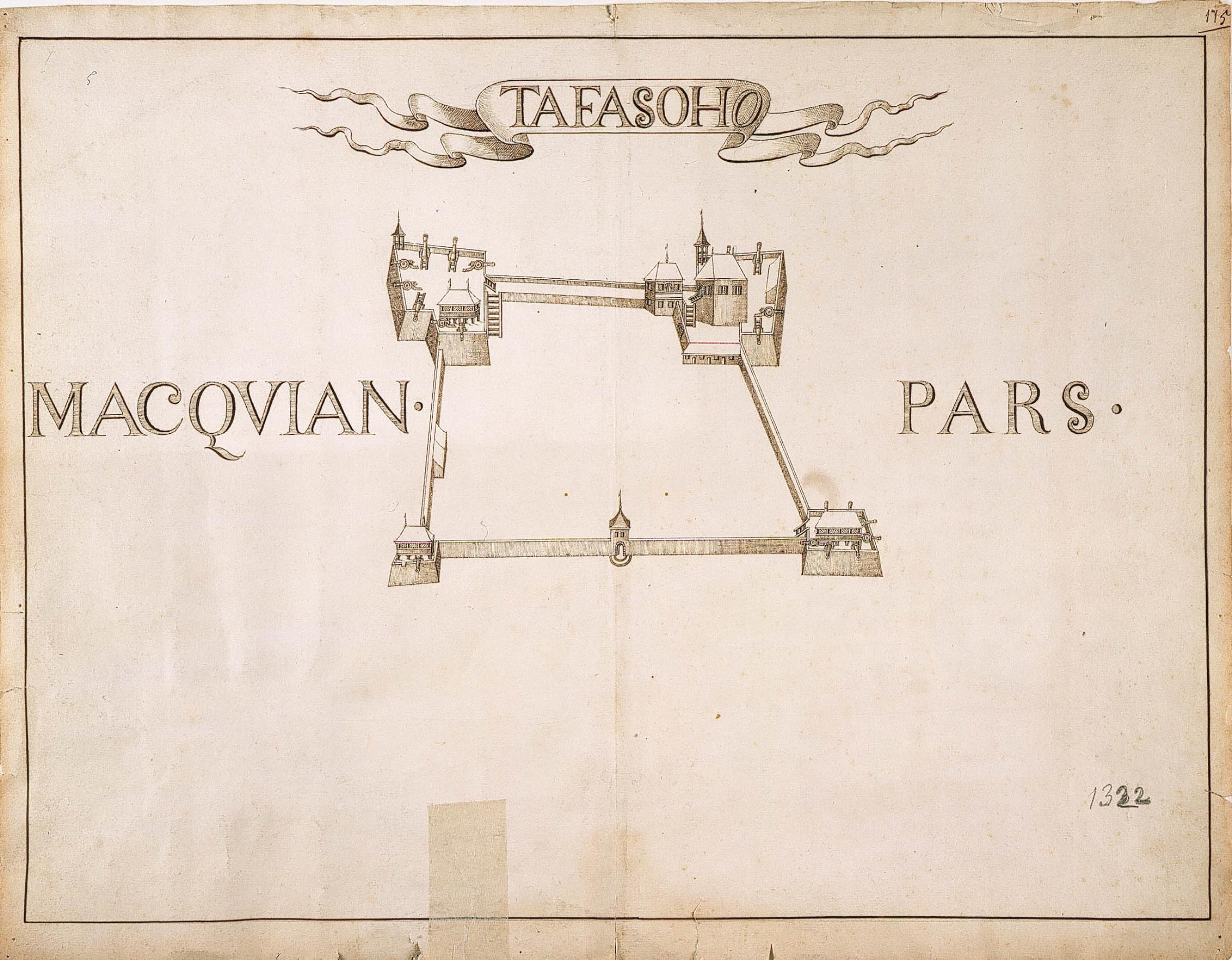
Fort Tafasoho op Makian.

Bij Ternate kon hij zijn vloot uitbreiden met vier schepen die door Matelieff onder bevel van Jan van Rosengeyn waren achtergelaten bij Fort Oranje. Het Spaanse fort op Ternate (bij Gam Lamo/Gammelamme) achtte Van Caerden te sterk voor een aanval, en voor een blokkade had hij de benodigde galeien en jachten niet. Terwijl de grote schepen bij Tidore bleven liggen ging hij met de kleine, zoals de Patani en de Duyfken, naar Makian. Daar werd het Spaanse fort Tafasoho op 21 juni van drie kanten aangevallen en veroverd. Apollonius Schotte bleef er achter als commandant met een garnizoen van 125 man om te voorkomen dat het door de Spanjaarden heroverd zou worden. Twee van Van Caerdens schepen, de China en de Walcheren, gingen verloren toen zij tegen de rotsen sloegen door een plotselinge hoge deining. Hoewel iedereen aan land kon komen en de kanonnen en de lading gered werden was dit een gevoelig verlies. Ook de Duyfken was men kwijt omdat het onherstelbaar versleten was. De Bantam en de Gelderland moesten met een lading terug naar Nederland. Van zijn oorspronkelijke vloot had Van Caerden nu alleen de Banda en de Patani nog over.

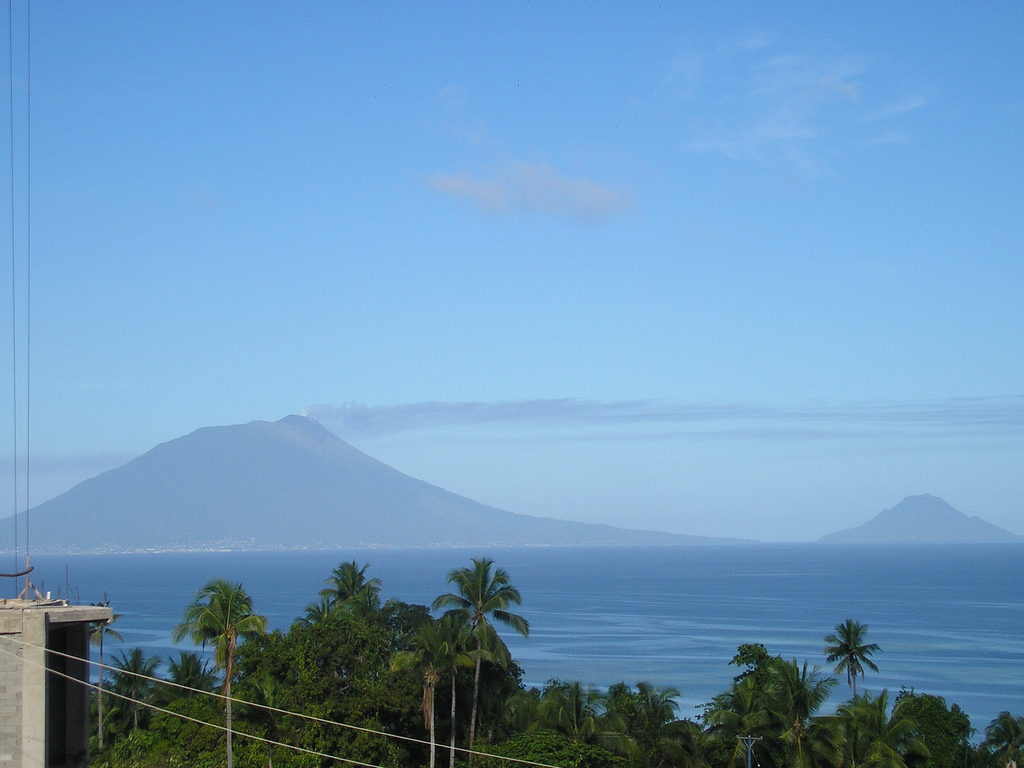
Halmahera en gezicht op de vulkaan Tarakan

Van Caerden ondernam op 27 augustus met een veroverd fregat en 74 man een tocht naar Moro, het noordelijkste deel van Halmahera, om de Spanjaarden daar te overvallen. Ten oosten daarvan veroverde hij een eiland dat Siauw geheten zou hebben, maar dat hoogstwaarschijnlijk Morotai is geweest en dat werd verdedigd door tien Spaanse soldaten. Toen Van Caerden van deze onderneming terugkeerde, werd zijn schip aangevallen door twee Spaanse galeien uit Ternate. Door een voltreffer sneuvelden 7 opvarenden, waarop Van Caerden zijn vlag streek. Hij en 74 anderen werden meegevoerd naar het fort in Gam Lamo en opgesloten. De Spaanse bevelhebber Pedro de Heredia eiste aanvankelijk de vrijlating van alle Spaanse gevangenen, de overdracht van Fort Oranje, 6000 gouden dukaten en de belofte dat Van Caerden nooit meer terug zou komen. Pas op 18 maart 1610 kwamen Van Caerden en nog tien andere Hollanders vrij tegen betaling van 6000 realen van achten (waar Van Caerden zelf borg voor stond met zijn persoonlijk vermogen) en gevangen genomen Spanjaarden van een Spaans fregat. Dit was buit gemaakt door vier Nederlandse schepen, waaronder de Hollandia met schipper Piet Hein, van de inmiddels gearriveerde vloot van Pieter Verhoeff. Van Caerden kwam aan in Fort Oranje ‘seer swack, alsoo ick gedurende mijne gevangenisse noyt gesonde ure en hebben gehadt, ende ben veel verdriets overcomen’.

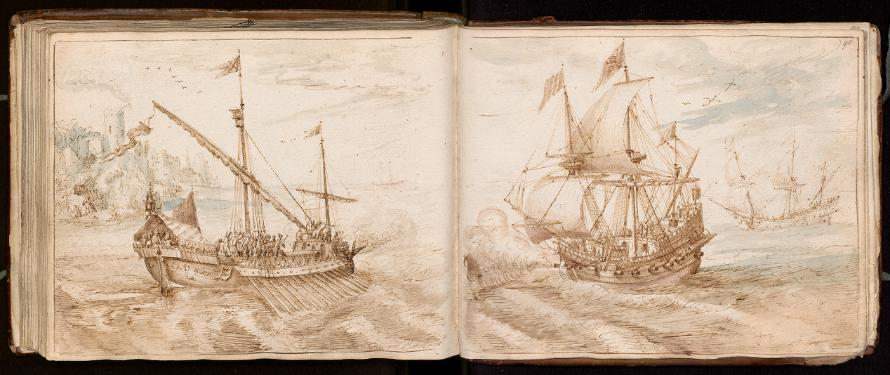
Slag tussen een Spaanse galei en een Hollandse driemaster.

Nadat Van Caerden door de Spanjaarden was overgedragen nam hij de leiding weer op zich. Op 1 juni 1610 werd hij aangesteld als gouverneur van de Molukken. Hij werd, door eigen onvoorzichtigheid en goede inlichtingen van de Spanjaarden, begin juli op het jacht de Goede Hope opnieuw door de Spanjaarden krijgsgevangen gemaakt. In maart 1612 deed Apollonius Schotte bij Gam Lamo een poging de Goede Hope terug te veroveren maar de kanonnen van het Spaanse fort voorkwamen dat. Bij deze aanval vielen nog meer Nederlanders in Spaanse handen. Vermoedelijk vanwege deze actie werden alle gevangenen op 9 juli overgebracht naar Manilla, waar zij stenen moesten sjouwen die werden gebruikt bij de bouw van een fort.

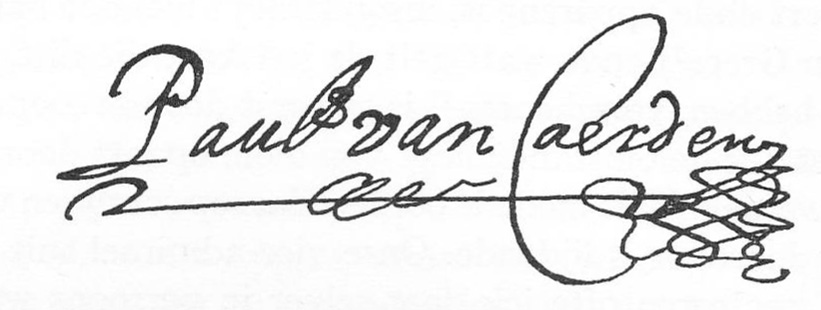
Handtekening van Paulus van Caerden.

Toen het bericht over de gevangenschap van Van Caerden in mei 1610 de Heren XVII bereikte wendden zij zich tot de Staten-Generaal, die vervolgens Theodore Rodenburch naar Madrid zond met een verzoek aan koning Philips III om zowel de ontvoerde sultan van Ternate als Van Caerden vrij te laten, met een beroep op het Twaalfjarig Bestand dat in april 1609 was ingegaan. Philips beval daarop de vrijlating van Van Caerden en de andere Nederlanders in Manilla, maar toch gebeurde dat niet. Ook pogingen van de eind 1610 gearriveerde gouverneur-generaal Pieter Both bij de Spaanse gouverneur van Ternate hadden geen succes. Het bezoek van Joris van Spilbergen aan Manilla, mogelijk in opdracht van de Staten-Generaal, had onder andere als doel Van Caerden vrij te kopen. Hij was toen echter al overleden.